# ジョズエ・アヌンシアト・デ・オリヴェイラ
ジョズエ・アヌンシアト・デ・オリヴェイラ（Josué Anunciato de Oliveira、1979年7月19日 - ）は、ブラジル・ペルナンブーコ州出身のサッカー選手。ポジションはミッドフィールダー。

## 経歴

### クラブ
1996年にゴイアスECからデビューし、9年間プレーした。ゴイアスでは前園真聖やガンバ大阪にも所属したアラウージョ、鹿島でプレーしたダニーロともプレーしている。2005年にサンパウロFCに加入し、ミネイロとのコンビで同年にコパ・リベルタドーレスとFIFAクラブワールドカップのビッグタイトル獲得に貢献した。2006年と2007年にはブラジル全国選手権優勝に貢献（2007年は途中まで）した。2007年8月に移籍金200万ユーロ（約3億2000万円）でドイツのVfLヴォルフスブルクに加入した。2008-09シーズンからはキャプテンを任され、ブンデスリーガ初優勝を飾ったチームを支えた。

### 代表
2007年3月、ドゥンガ監督が率いるブラジル代表に27歳で初招集された。同年のコパ・アメリカでは3ボランチの一角として5試合に出場し、優勝に貢献した。

## 人物
ヴォルフスブルクやブラジル代表でチームメートだったグラフィッチとは非常に仲が良い。一方で、ブンデスリーガで優勝したときの監督であるフェリックス・マガトとは犬猿の仲で、言い争いが絶えなかった。

## 所属クラブ
- ゴイアスEC 1996-2004
- サンパウロFC 2005-2007
- VfLヴォルフスブルク 2007-2013.3
- アトレチコ・ミネイロ 2013.3-2015

## 代表歴

### 出場大会
- ブラジル代表
  - 2010 FIFAワールドカップ

### 試合数
- 国際Aマッチ 28試合 1得点（2007年-2010年）[2]

| ブラジル代表 | 国際Aマッチ | 国際Aマッチ |
| 年           | 出場        | 得点        |
| ------------ | ----------- | ----------- |
| 2007         | 11          | 1           |
| 2008         | 10          | 0           |
| 2009         | 5           | 0           |
| 2010         | 2           | 0           |
| 通算         | 28          | 1           |

## タイトル

### クラブ
ゴイアスEC
- カンピオナート・ゴイアーノ : 1997, 1998, 1999, 2000, 2002, 2003
- カンピオナート・ブラジレイロ・セリエB : 1999

サンパウロFC
- カンピオナート・パウリスタ : 2005
- コパ・リベルタドーレス : 2005
- FIFAクラブワールドカップ : 2005
- カンピオナート・ブラジレイロ・セリエA : 2006, 2007

VfLヴォルフスブルク
- ドイツ・ブンデスリーガ : 2008-09

アトレチコ・ミネイロ
- カンピオナート・ミネイロ : 2013, 2015
- コパ・リベルタドーレス : 2013
- レコパ・スダメリカーナ : 2014
- コパ・ド・ブラジル : 2014

### 代表
ブラジル代表
- コパ・アメリカ : 2007
- FIFAコンフェデレーションズカップ : 2009